# Rijat Shala
Rijat Shala est un footballeur suisse d'origine kosovar né le 26 juillet 1983 à Prizren (Yougoslavie). Depuis 2015, il évolue sous les couleurs de l'Amicale de Port Vila aux îles Vanuatu, au poste de milieu de terrain.

## Biographie
Il participe aux tours préliminaires de la Coupe de l'UEFA avec les clubs du FC Lugano et du Grasshopper Club Zurich.
Il dispute 51 matchs en Serie B (deuxième division italienne), inscrivant deux buts.
International espoir suisse pour la première fois en octobre 2002, Rijat Shala participe à la campagne de qualification pour l'Euro espoirs 2006, aux côtés notamment de Stephan Lichtsteiner, Valon Behrami ou encore David Degen. L'équipe nationale termine deuxième de son groupe derrière la France, avant d'échouer en matches de barrage face au Portugal.

## Palmarès
- Champion d'Italie de D3 (Groupe A) en 2010 avec le Novara Calcio